# Hymedesmia rissoi
Hymedesmia rissoi är en svampdjursart som beskrevs av Topsent 1936. Hymedesmia rissoi ingår i släktet Hymedesmia och familjen Hymedesmiidae. Inga underarter finns listade i Catalogue of Life.